# Mutilazioni politiche nella cultura bizantina

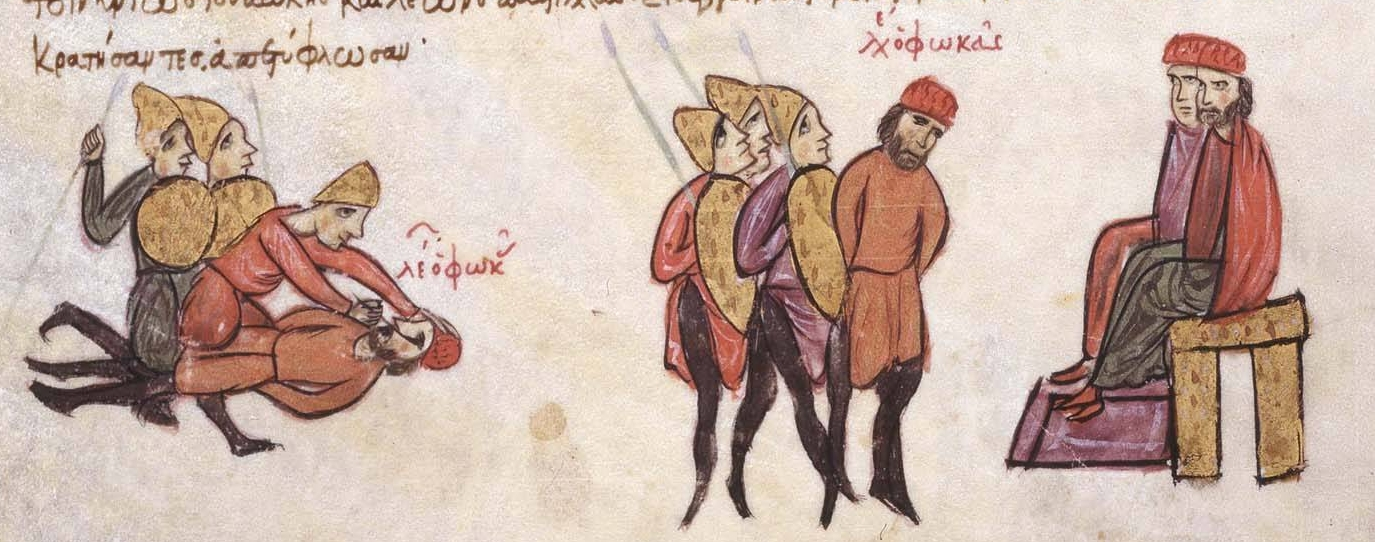
Raffigurazione dell'accecamento di Leone Foca il Vecchio dopo la sua ribellione fallimentare contro Romano Lecapeno (dallo Scilitze di Madrid)

La mutilazione era un comune metodo di punizione per i criminali nell'Impero bizantino, ma aveva anche un ruolo nella vita politica dell'impero. Alcune deturpazioni praticate presentavano anche una logica pratica secondaria. Accecando un rivale, non solo lo si limitava nella sua mobilità, ma gli si rendeva quasi impossibile condurre un esercito in battaglia, quindi un aspetto importante per il controllo dell'impero. La castrazione era anche utilizzata per eliminare potenziali avversari. Nell'impero bizantino, un uomo castrato non era più un uomo, ma un mezzo morto, una "vita che era per metà morte". La castrazione eliminava anche ogni possibilità che eventuali eredi potessero minacciare l'imperatore o i suoi eredi al trono. Altre mutilazioni erano il taglio del naso (rinotomia), praticata anche nel vicino impero sassanide, e l'amputazione degli arti.

## Fondamento logico
La mutilazione dei rivali politici da parte dell'imperatore era considerata un modo efficace per eliminare dalla linea di successione una persona che era vista come una minaccia. Gli uomini castrati non erano visti come una minaccia, poiché non importava quanto potere avessero, in quanto non potevano in ogni caso salire al trono; numerosi eunuchi furono quindi insediati in uffici importanti della corte e nell'amministrazione bizantina. Nella cultura bizantina, l'imperatore era un riflesso dell'autorità celeste. Poiché Dio era perfetto, anche l'imperatore doveva essere senza macchia; qualsiasi mutilazione, in particolare le ferite facciali, escluderebbe un individuo dal prendere il trono. Un'eccezione fu Giustiniano II (ὁ Ῥινότμητος, "il naso tagliato"), a cui fu tagliato il naso (greco- rinocopia) quando fu deposto nel 695 ma fu di nuovo in grado di diventare imperatore nel 705.

## Storia
L'idea dell'accecamento come punizione per i rivali politici traditori fu stabilita nel 705, anche se l'imperatore Foca lo usò anche durante il suo dominio, diventando una pratica comune da Eraclio I in poi. La castrazione come punizione per i rivali politici venne utilizzata molto tempo dopo, diventando popolare nel X e XI secolo. Un esempio è quello di Basilio Lecapeno, figlio illegittimo dell'imperatore Romano I Lecapeno, che fu castrato da giovane. Egli guadagnò abbastanza potere per diventare parakoimomenos e per essere un efficace primo ministro per tre imperatori successivi, essendo impossibilitato ad assumere il trono da solo. L'ultimo a usare questo metodo volontariamente fu Michele VIII Paleologo, anche se alcuni dei suoi successori furono costretti a riutilizzarlo dai sultani ottomani.

## Casi di deturpazione
| Vittima                                                                                                 | Data      | Deturpazione                              | Dettagli | Nota          |
| --- | --------- | ----------------------------------------- | --- | ------------- |
| Alessio Filantropeno                                                                                    | 1295      | Accecato                                  | Governatore del thema di Tracia, insorse contro Andronico III Paleologo, ma fu catturato dai soldati lealisti e accecato | [ 8 ]         |
| Anastasio di Costantinopoli                                                                             | 743       | Accecato                                  | Per aver sostenuto l'usurpazione di Artavasde contro Costantino V, fu accecato | [ 9 ]         |
| Artavasde                                                                                               | 743       | Accecato                                  | Artavasde e i suoi figli Niceforo e Niceta furono accecati per la sua fallimentare insurrezione contro Costantino V durante la crisi dell'iconoclastia | [ 10 ]        |
| Sisinnios                                                                                               | 743       | Accecato                                  | Strategos della Tracia, sostenne Costantino V contro Artavasde ma fu accecato dopo la vittoria del primo a causa dei sospetti di cospirazione per conquistare il trono stesso | [ 11 ] [ 12 ] |
| Antioco, Davide, Teofilatto di Iconio, Cristoforo, Costantino, Teofilatto il kandidatos, e altri undici | 766       | Accecati                                  | Governatori provinciali e funzionari di corte di alto rango, membri di un gruppo di diciannove perone che cospirarono contro Costantino V. Il complotto fu scoperto e i suoi membri sfilarono pubblicamente all'Ippodromo il 25 agosto 766. I due capi, i fratelli Costantino e lo strategios Podopagouros, furono giustiziati, mentre i restanti furono accecati ed esiliati, e ogni anno agenti imperiali venivano inviati per infliggere loro cento frustate. | [ 13 ]        |
| Giovanni Atalarico                                                                                      | 637       | Naso e mani amputati                      | Amputazione effettuata dopo aver tentato di rovesciare suo padre, Eraclio I; il suo co-cospiratore, Teodoro, ricevette la stessa punizione e fu anche esiliato e gli fu in più amputata una gamba. | [ 14 ]        |
| Bardane il Turco                                                                                        | 803/804   | Accecato                                  | Condusse una rivolta senza successo contro Niceforo I il Logoteta e si arrese. Accecato mentre era in isolamento in un monastero, probabilmente per ordine di Niceforo. | [ 15 ]        |
| Bardas Foca                                                                                             | 1026      | Accecato                                  | Accusato di aver complottato contro Costantino VIII | [ 16 ]        |
| Pseudo Diogene                                                                                          | 1095      | Accecato                                  | Impostore e pretendente, guidò un'invasione cumana della Tracia contro Alessio I Comneno | [ 17 ]        |
| Filippico Bardane, Teodoro Myakes, Giorgio Bouraphos                                                    | 713       | Accecati                                  | Una ribellione delle truppe del thema di Opsikion riuscì a far entrare un certo numero di uomini in città dove furono in grado di accecare Filippico in uno stabilimento balneare il 3 giugno 713. Fu seguito una settimana dopo dal patrikios Teodoro Myakes e una settimana dopo dal Conte dell'Opsikion, il patriki Giorgio Bouraphos | [ 18 ]        |
| Callinico I                                                                                             | 705       | Accecato                                  | Supportò la deposizione di Giustiniano II e fu accecato quando questo tornò al potere nel 705 | [ 19 ]        |
| Costantino VI                                                                                           | 797       | Accecato                                  | Imperatore che fu accecato dai sostenitori di sua madre, Irene d'Atene. Costantino morì per le sue ferite poco dopo, portando Irene a essere incoronata imperatrice regnante. |               |
| Simbatio, Basilio, Greogorio e Teodosio                                                                 | 820       | Castrati                                  | I figli di Leone V l'Armeno, che fu deposto il giorno di Natale nell'820, da Michele II l'Amoriano. Furono esiliati a Proti, castrati e confinati in un monastero come monaci. | [ 20 ]        |
| Leone Foca il Vecchio                                                                                   | 919       | Accecato                                  | Si ribellò contro l'ascesa al potere di Romano Lecapeno, ma fu catturato e accecato | [ 21 ]        |
| Costantino Aspiete                                                                                      | 1190/1    | Accecato                                  | Sospettato di aver tramato una rivolta contro Isacco II Angelo perché distribuì in ritardo lo stipendio alle sue truppe | [ 22 ]        |
| Leone II Foca, Niceforo Foca                                                                            | 971       | Accecato                                  | Complottò per aizzare una rivolta contro Giovanni I Zimisce | [ 23 ]        |
| Niceforo                                                                                                | 792       | Accecato                                  | Zio di Costantino VI, fu accecato, mentre ai suoi quattro fratelli vennero tagliati le lingue, dopo che i tagmata cospirarono per metterlo sul trono all'indomani della battaglia di Marcellae | [ 24 ] [ 25 ] |
| Alessio Mosele                                                                                          | 792       | Accecato                                  | Generale dell'Armeniakon, fu accecato a causa del loro rifiuto di riconoscere Irene d'Atene come imperatrice e co-sovrana di Costantino VI | [ 24 ]        |
| Costantino Diogene                                                                                      | 1028–1034 | Accecato                                  | Generale popolare, fu accecato a causa di un presunto complotto contro Romano III Argiro | [ 26 ]        |
| Niceforo Briennio il Vecchio                                                                            | 1078      | Accecato                                  | Niceforo si era ribellato a Michele VII nel 1077 e continuò la sua ribellione contro Niceforo III Botaniate. Sconfitto e catturato da Alessio I Comneno con la battaglia di Kalavrye, fu accecato. | [ 27 ]        |
| Niceforo Diogene                                                                                        | 1094      | Accecato                                  | Niceforo era il figlio di Romano IV Diogene e di Eudocia Macrembolitissa; l'imperatore Alessio I Comneno lo fece accecare dopo averlo accusato di tradimento | [ 28 ]        |
| Romano IV Diogene                                                                                       | 1072      | Accecato                                  | Andronico Doukas fece accecare Romano IV Diogene dopo averlo ingannato per dimettersi da imperatore | [ 29 ]        |
| Eraclio II                                                                                              | 641       | Naso tagliato                             | Spodestato, sfigurato ed esiliato dai sostenitori di Costante II | [ 30 ]        |
| Teofilatto, Staurakios e Niceta (il futuro patriarca Ignazio I)                                         | 813       | Castrati                                  | Figli di Michele I Rangabe, furono castrati dopo la sua abdicazione da Leone V l'Armeno | [ 31 ]        |
| Giustiniano II Rinotmeto                                                                                | 695       | Naso tagliato                             | Spodestato, sfigurato ed esiliato dai sostenitori di Leonzio | [ 4 ]         |
| Alessio Comneno                                                                                         | 1182      | Accecato, forse castrato                  | De facto reggente per Alessio II Comneno, rovesciato dall'usurpatore Andronico I Comneno |               |
| Giovanni IV Lascaris                                                                                    | 1261      | Accecato                                  | Fatto imperatore a sette anni, fu rovesciato e accecato a undici anni | [ 32 ]        |
| Basilio Lecapeno                                                                                        | 920–944   | Castrato                                  | Da bambino fu castrato per essere un figlio illegittimo dall'imperatore Romano I Lecapeno | [ 6 ]         |
| Martina                                                                                                 | 641       | Lingua tagliata                           | Rovesciata dal trono, fu sfigurata ed esiliata dai sostenitori di Costante II | [ 30 ]        |
| Simbazio l'Armeno                                                                                       | 866/867   | Un occhio cavato, braccio destro tagliato | Ribellatosi con Giorgio Peganes contro Michele III che allevava Basilio I il Macedone come co-imperatore | [ 33 ]        |
| Giorgio Peganes                                                                                         | 866/867   | Accecato, naso tagliato                   | Ribellatosi con Symbatios l'Armeno contro Michele III che allevava Basilio I il Macedone come co-imperatore | [ 34 ]        |
| La famiglia di Giovanni l'Orfanotrofo                                                                   | 1041      | Castrato                                  | Michele V castrò tutti i membri maschi della famiglia di Giovanni l'Orfanotrofo | [ 2 ]         |
| Giovanni l'Orfanotrofo                                                                                  | 1043      | Accecato                                  | Considerato una minaccia, fu accecato dal patriarca di Costantinopoli Michele I Cerulario | [ 26 ]        |
| Prousianos                                                                                              | 1029      | Accecato                                  | Dopo un presunto complotto contro Romano III Argiro, fu accecato | [ 26 ]        |
| Teodoro                                                                                                 | 637       | Naso, mani e una gamba amputati           | Mutilato per essere stato un co-cospiratore nel tentativo di Athalarichos di rovesciare Eraclio | [ 14 ]        |
| Isacco II Angelo                                                                                        | 1195      | Accecato                                  | Accecato e deposto da suo fratello Alessio III Angelo |               |
| Leonzio                                                                                                 | 698       | Accecato                                  | Accecato e deposto da Tiberio III e successivamente ucciso da Giustiniano II nel 705 |               |
| Basilio Sclero                                                                                          | 1027/1028 | Un occhio cavato                          | Punito per aver cercato di fuggire dal suo esilio sulle Isole dei Principi | [ 35 ]        |

### Fonti primarie
- Teofane Confessore, The chronicle of Theophanes: an English translation of anni mundi 6095-6305 (A.D. 602-813), traduzione di Harry Turtledove, 1982ª ed., University of Pennsylvania Press, ISBN 0-8122-1128-6.
- Niceta Coniata, O City of Byzantium, Annals of Niketas Choniates, a cura di Harry J. Magoulias, 1984ª ed., Wayne State University Press, 1984, ISBN 0-8143-1764-2.
- Niceforo I, Short history Volume 13 of Corpus Fontium Historiae Byzantinae Volume 10 of Dumbarton Oaks texts, traduzione di Cyril Mango, 1990ª ed., Dumbarton Oaks, 1990, ISBN 0-88402-184-X.

### Fonti secondarie
- (EN) Cyril Mango e Roger Scott, The Chronicle of Theophanes Confessor. Byzantine and Near Eastern History, AD 284–813, Oxford, Oxford University Press, 1997, ISBN 0-19-822568-7.
- (EN) Lynda Garland, Byzantine empresses: women and power in Byzantium, AD 527-1204, Routledge, 1999, ISBN 0-415-14688-7.
- (EN) Lynda Garland, Byzantine women: varieties of experience 800-1200, Ashgate Publishing, 2006, ISBN 0-7546-5737-X.
- (EN) Sergei Hackel, The Byzantine saint, St Vladimir's Seminary Press, 2001, ISBN 0-88141-202-3.
- (EN) Catherine Holmes, Basil II and the governance of Empire (976-1025), Oxford University Press, 2005, ISBN 0-19-927968-3.
- (EN) Aleksandr Každan, The Oxford dictionary of Byzantium, voll. 1-3, Oxford University Press, 1991, ISBN 0-19-504652-8.
- (EN) Demetrius Kiminas, The Ecumenical Patriarchate: A History of Its Metropolitans With Annotated, Wildside Press LLC, 2009, ISBN 1-4344-5876-8.
- (EL) Eleonora Kountoura-Galaki, Ἡ ἐπανάσταση τοῦ Βαρδάνη Τούρκου [La rivolta di Bardane il Turco], in Byzantine Symmeikta, n. 5, 1983,  pp. 203-215, ISSN 1105-1639 (WC · ACNP). URL consultato il 12 marzo 2020 (archiviato dall'url originale il 27 febbraio 2012).
- (DE) Ralph-Johannes Lilie, Claudia Ludwig, Thomas Pratsch e Beate Zielke, Prosopographie der mittelbyzantinischen Zeit Online, in Berlin-Brandenburgische Akademie der Wissenschaften. Nach Vorarbeiten F. Winkelmanns erstellt, vol. online, Berlino e Boston, De Gruyter, 2013.
- (EN) Philip Longworth, The making of Eastern Europe: from prehistory to postcommunism, Palgrave Macmillan, 1997, ISBN 0-312-17445-4.
- (EN) Henry Hart Milman, History of Latin Christianity: including that of the popes to the pontificate of Nicolas V., J. Murray, 1867.
- (EN) Donald M. Nicol, The Last Centuries of Byzantium, 1261–1453, ed. 2, Cambridge, Cambridge University Press, 1993, ISBN 978-0-521-43991-6.
- (EN) John Julius Norwich, Byzantium: the apogee, Penguin, 1993, ISBN 0-14-011448-3.
- Georgij Ostrogorskij, Storia dell'Impero bizantino, traduzione di Piero Leone, Torino, Einaudi, 2014, ISBN 978-88-06-22416-5.
- (EN) Marcus Louis Rautman, Daily life in the Byzantine Empire, Greenwood Publishing Group, 2006, ISBN 0-313-32437-9.
- (EN) Kathryn M. Ringrose, The perfect servant: eunuchs and the social construction of gender in Byzantium, University of Chicago Press, 2003, ISBN 0-226-72015-2.
- (DE) Ilse Rochow, Kaiser Konstantin V. (741–775). Materialien zu seinem Leben und Nachleben, Francoforte sul Meno, Peter Lang, 1994, ISBN 3-631-47138-6.
- (EN) Alexis G. K. Savvides, Notes on the Armeno-Byzantine family of Aspietes, late 11th-early 13th centuries, in Byzantinoslavica, vol. 52, Praga, 1991,  pp. 70-79.
- (EN) Basile Skoulatos, Les personnages byzantins de l'Alexiade: Analyse prosopographique et synthèse [Le personalità bizantine dell'Alessiade: analisi prosografica e sintesi], Louvain-la-Neuve e Louvain, Bureau du Recueil Collège Érasme and Éditions Nauwelaerts, 1980, OCLC 8468871.
- (EN) Alice-Mary Talbot e Denis F. Sullivan, The History of Leo the Deacon: Byzantine Military Expansion in the Tenth Century, Dumbarton Oaks, 2005, ISBN 0-88402-324-9.
- (EN) Warren Treadgold, The Byzantine Revival, 780–842, Stanford, Stanford University Press, 1988, ISBN 978-0-8047-1462-4.
- (EN) Warren Treadgold, A History of the Byzantine State and Society, Stanford, Stanford University Press, 1997, ISBN 0-8047-2630-2.